# Atlantis Bay
Atlantis Bay ist eine Bucht im an der Nordostküste des australischen Bundesstaates Western Australia. Die Bucht öffnet sich nach Nordosten.
Atlantis Bay ist 1,3 Kilometer breit und 820 Meter tief. Die Küstenlänge beträgt 2,8 Kilometer.